# ロックランド (メイン州)
ロックランド（英: Rockland）は、アメリカ合衆国メイン州の都市。ノックス郡の郡庁所在地である。人口は6,936人（2020年）。ロックランドは人気のある観光地である。州営フェリーが発着する港があり、ペノブスコット湾のビナルヘイブン、ノースヘイブン、マティニカスなどの島々と連絡している。

## 歴史
この地域はアベナキ族インディアンから「大きな上陸点」を意味する「カタワムティーク」と呼ばれていた。1767年、同じメインのウォーレンから来たジョン・ラーモンドとその2人の兄弟が、ここで宿営地を作り、オークの樽板や松材を生産した。その後はラーモンズ・コーブと呼ばれ、1769年頃に最初の開拓地となった。1777年、西隣のトマストンの町が法人化され、ラーモンズ・コーブはショア・ビレッジと呼ばれる一地区になった。1848年7月28日、この地がイーストトマストンとして分離した。1850年にロックランドと改名され、1854年には市として認証された。

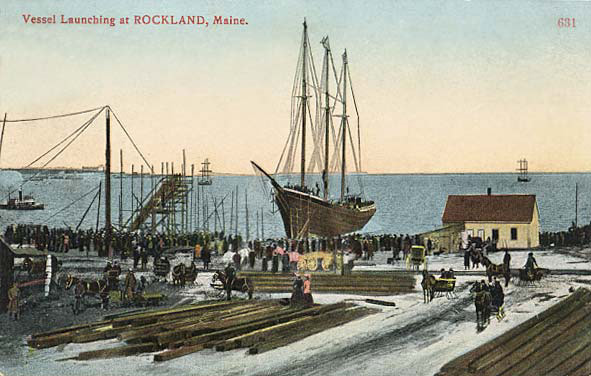
船の進水、1900年

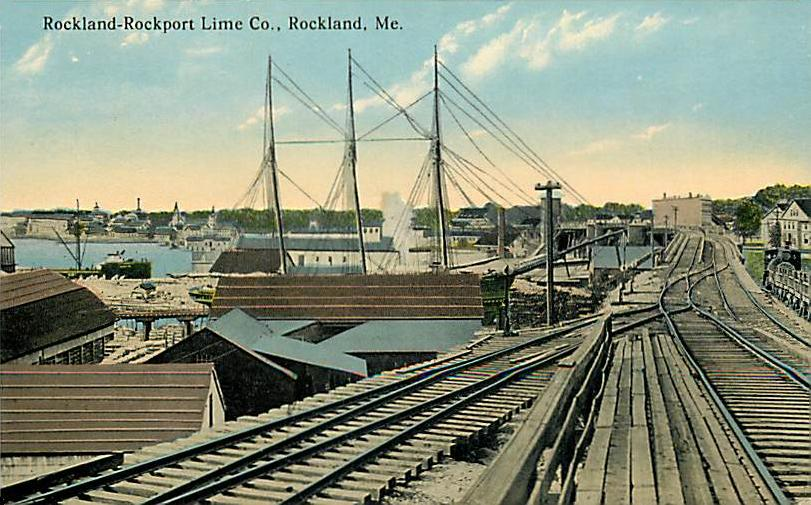
ロックランド・ロックポート・ライム Co.、1912年頃

ロックランドは造船と石灰の産出で急速に発展した。1854年だけでも、シップを11隻、バークを3隻、ブリッグを6隻、スクーナーを4隻建造した。市内には石灰の切り出し場が12か所、キルンが125基あり、少なくとも300隻の船が国内のあちこちの港に石灰を運んだ。
1886年には、造船業を石灰産業が上回り、12の製造業者が1,000人の労働者を雇用していた。それでもロックランドには3つ以上の造船所、1つの引き上げ船台、5つの製帆工場、2つのボート造船所があった。その他の産業としては、3つの製粉所、2つの鋳造所、3つの馬車製造所、6つの製材所、2つの機械工場、3つの桶製造所、1つの革なめし場、4つの花崗岩と大理石の加工場、2つの長靴と短靴の工場、4つの印刷所があった。漁業も重要だった。フレンドシップ・スループの船隊が、ペノブスコット湾を横切ってこの港と漁場を往復した。
1871年、ノックス・アンド・リンカーン鉄道の開通により、観光客が多く訪れるようになった。客を収容するために宿屋やホテルが造られ、その最大のものは1889年に建設されたベイポイント・ホテルだった。防波堤近くの景観を独占したこのリゾート・ホテルは、贅沢さと楽しみを提供した。1902年にサモセット・ホテルと改名され、世界恐慌までの時代は成功していたが、その後は緩りとした衰退が始まった。自動車の時代となって、旅行者は鉄道に捉われないようになり、どこでも探検できるようになった。このヴィクトリア様式のホテルは1969年に閉鎖され、1972年の火事で焼けた。1974年新しいサモセット・ホテルがオープンした。
1915年、新しい超弩級戦艦ネバダが、ロックランドの海岸沖で公海試運転を行った。
今日のロックランドは公式に小都市圏に指定されている。1990年代初期より、その経済は漁業からサービス業へ移行してきた。観光業もそこそこ増加しており、中心街は特徴ある店舗、ブティック、飲食、画廊の並びに変わってきた。ロックランドはメイン中部海岸地域の商業中心であり、多くの歴史ある宿屋、コーヒーの焙煎所、食品協同組合、コミュニティ・ラジオ局があり、ファーンズワース美術館もある。市と市民はアメリカ沿岸警備隊と長く特別な関係があり、ロックランドは2008年に沿岸警備都市に指定された。

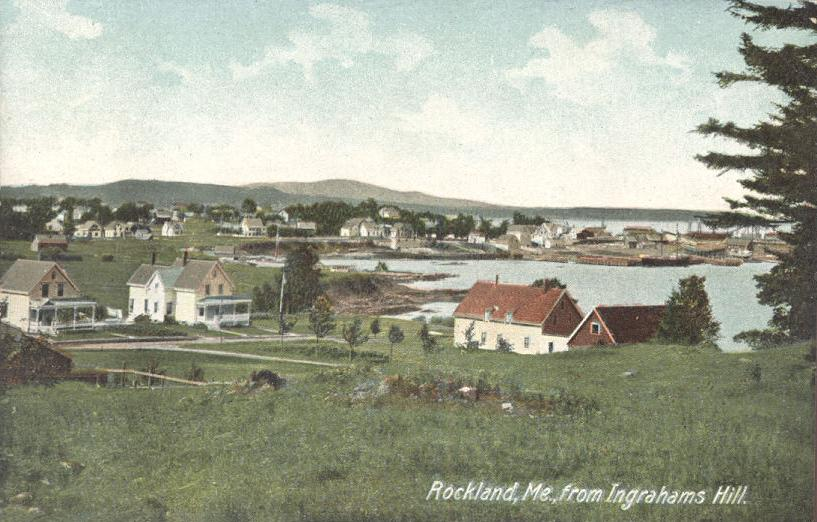
市の概観、1908年頃
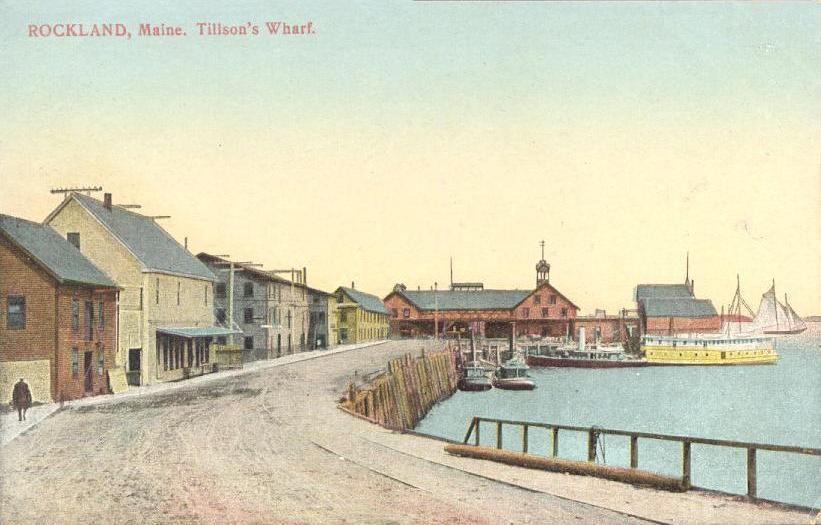
ティルソンの桟橋、1908年頃
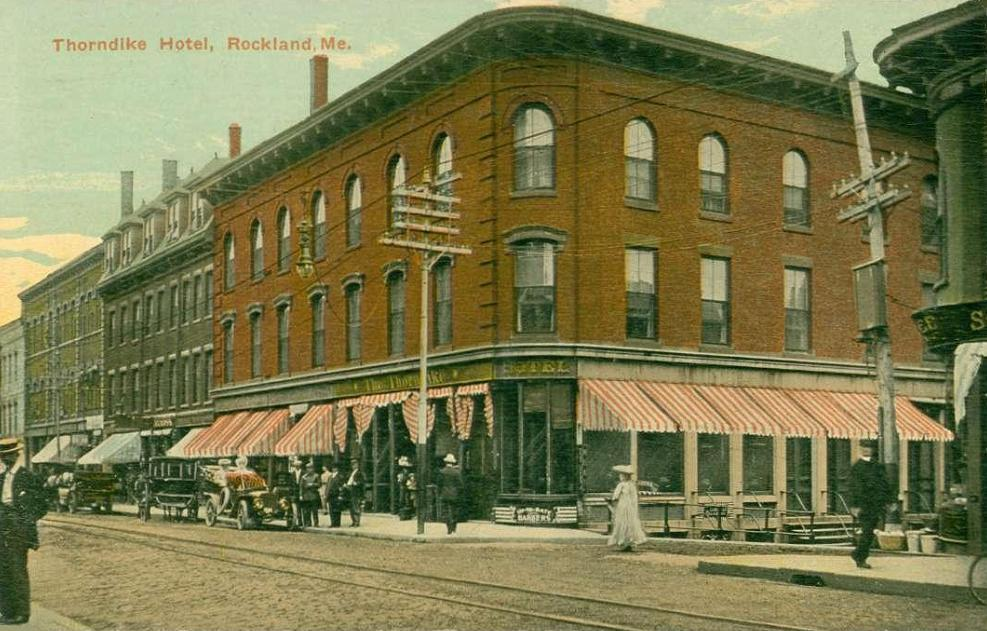
メインストリート、1915年
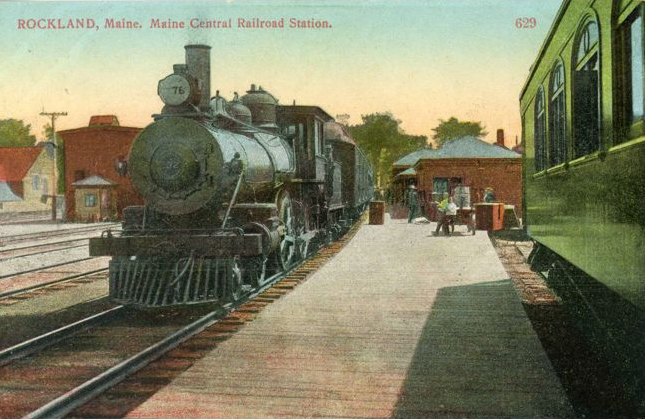
ロックランド駅、1910年頃

## 呼び物
ロックランドではメイン・ロブスター祭が開催されている。これは毎年、町の主要な輸出物ロブスターを祝って行われるものである。8月の第1週、世界中から数多い人々がこの5日間の祭りに集まってくる。また市内にはファーンズワース美術館があり、アンドリュー・ワイエスなどニューイングランドで著名な画家の作品を集めた、世界でも有名な美術館である。市内のメインストリートには、コーヒーショップ、本や、美術用品店、レストラン、玩具屋など多くの小さな店舗や企業がある。ロックランドが接するペノブスコット湾は世界でも最上級のレクリエーション帆走に適した海として知られている。市の防波堤は19世紀に建設されたものであり、これも観光地になっている。メイン・イースタン鉄道がロックランドを本拠にして、ブランズウィックとの間を季節による観光列車を走らせている。

## 地理

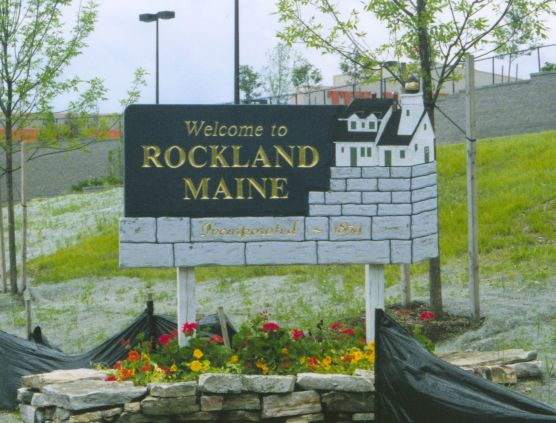
歓迎看板

ロックランドは北緯44度6分34秒 西経69度6分53秒 / 北緯44.10944度 西経69.11472度 (44.109569, -69.114652)に位置している。
アメリカ合衆国国勢調査局に拠れば、市域全面積は15.07平方マイル (39.03 km2)であり、このうち陸地12.84平方マイル (33.26 km2)、水域は2.23平方マイル (5.78 km2)で水域率は14.81%である。ペノブスコット湾と大西洋の一部であるメイン湾岸にある。約10マイル (16 km) 東はノースヘイブンとビナルヘイブンの諸島があり、ロックランドからフェリーが出ている。
市内をアメリカ国道1号、同代替路が通り、メイン州道では17号線、73号線、90号線が通っている。南東にはオウルズヘッド、南西にはトマストン、北西にウォーレン、北東にロックポートの各町と接している。

### 気候
| ロックランドの気候     | ロックランドの気候 | ロックランドの気候 | ロックランドの気候 | ロックランドの気候 | ロックランドの気候 | ロックランドの気候 | ロックランドの気候 | ロックランドの気候 | ロックランドの気候 | ロックランドの気候 | ロックランドの気候 | ロックランドの気候 | ロックランドの気候 |
| 月                     | 1月                | 2月                | 3月                | 4月                | 5月                | 6月                | 7月                | 8月                | 9月                | 10月               | 11月               | 12月               | 年                 |
| ---------------------- | ------------------ | ------------------ | ------------------ | ------------------ | ------------------ | ------------------ | ------------------ | ------------------ | ------------------ | ------------------ | ------------------ | ------------------ | ------------------ |
| 最高気温記録 °F （°C） | 58 (14)            | 61 (16)            | 74 (23)            | 80 (27)            | 95 (35)            | 94 (34)            | 96 (36)            | 93 (34)            | 90 (32)            | 82 (28)            | 74 (23)            | 63 (17)            | 96 (36)            |
| 平均最高気温 °F （°C） | 30 (−1)            | 33 (1)             | 40 (4)             | 52 (11)            | 62 (17)            | 71 (22)            | 76 (24)            | 76 (24)            | 68 (20)            | 57 (14)            | 47 (8)             | 36 (2)             | 54 (12.2)          |
| 平均最低気温 °F （°C） | 10 (−12)           | 14 (−10)           | 22 (−6)            | 33 (1)             | 43 (6)             | 53 (12)            | 59 (15)            | 58 (14)            | 50 (10)            | 39 (4)             | 30 (−1)            | 18 (−8)            | 35.8 (2.1)         |
| 最低気温記録 °F （°C） | −22 (−30)          | −20 (−29)          | −11 (−24)          | 10 (−12)           | 21 (−6)            | 30 (−1)            | 43 (6)             | 37 (3)             | 28 (−2)            | 19 (−7)            | 4 (−16)            | −25 (−32)          | −25 (−32)          |
| 降水量 inch （mm）     | 4.26 (108.2)       | 4.00 (101.6)       | 4.80 (121.9)       | 5.02 (127.5)       | 4.14 (105.2)       | 4.06 (103.1)       | 3.43 (87.1)        | 3.28 (83.3)        | 4.51 (114.6)       | 5.14 (130.6)       | 5.71 (145)         | 4.99 (126.7)       | 53.34 (1,354.8)    |
| 出典：weather.com      |                    |                    |                    |                    |                    |                    |                    |                    |                    |                    |                    |                    |                    |

## 人口動態

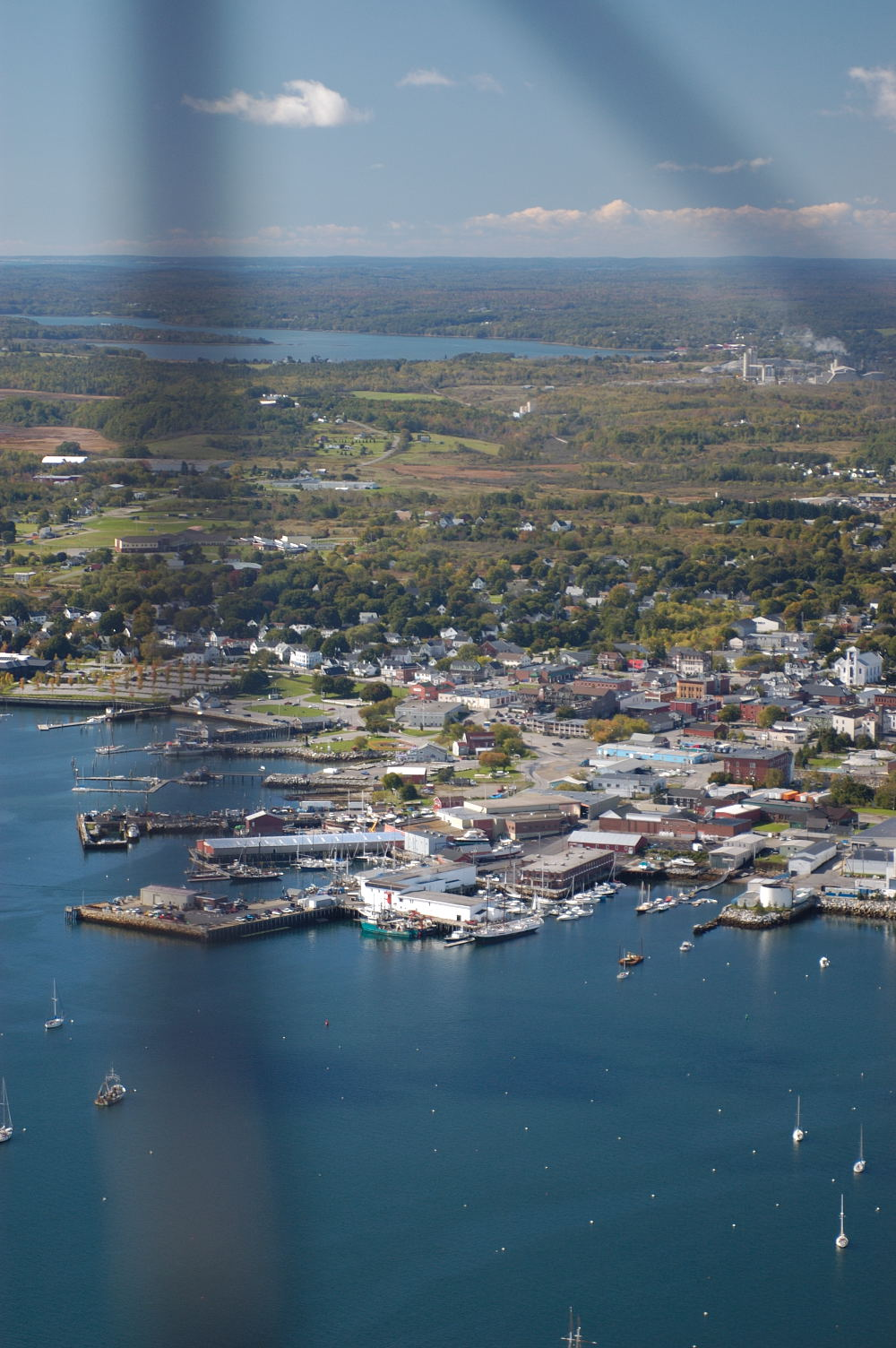
オウルズヘッド交通博物館のスティアマン複葉機から見たロックランド市と港

### 2010年国勢調査
以下は2010年の国勢調査による人口統計データである。
| 基礎データ - 人口: 7,297 人 - 世帯数: 3,423 世帯 - 家族数: 1,744 家族 - 人口密度: 219.4人/km2（568.3 人/mi2） - 住居数: 3,925 軒 - 住居密度: 118.0軒/km2（305.7 軒/mi2） 人種別人口構成 - 白人: 95.8% - アフリカン・アメリカン: 0.6% - ネイティブ・アメリカン: 0.4% - アジア人: 0.7% - 太平洋諸島系: 0.1% - その他の人種: 0.2% - 混血: 2.2% - ヒスパニック・ラテン系: 1.3% | 年齢別人口構成 - 18歳未満: 18.3% - 18-24歳: 8.7% - 25-44歳: 24.8% - 45-64歳: 28.5% - 65歳以上: 19.7% - 年齢の中央値: 44歳 - 性比（女性100人あたり男性の人口） - 総人口: 86.9 世帯と家族（対世帯数） - 18歳未満の子供がいる: 23.1% - 結婚・同居している夫婦: 34.2% - 未婚・離婚・死別女性が世帯主: 12.6% - 非家族世帯: 49.1% - 単身世帯: 40.0% - 65歳以上の老人1人暮らし: 17.4% - 平均構成人数 - 世帯: 2.06人 - 家族: 2.73人 |

### 2000年国勢調査
以下は2000年の国勢調査による人口統計データである。
| 基礎データ - 人口: 7,609 人 - 世帯数: 3,434 世帯 - 家族数: 1,943 家族 - 人口密度: 227.6人/km2（589.2 人/mi2） - 住居数: 3,752 軒 - 住居密度: 112.2軒/km2（290.5 軒/mi2） 人種別人口構成 - 白人: 97.90% - アフリカン・アメリカン: 0.25% - ネイティブ・アメリカン: 0.24% - アジア人: 0.57% - 太平洋諸島系: 0.03% - その他の人種: 0.11% - 混血: 0.92% - ヒスパニック・ラテン系: 0.57% | 年齢別人口構成 - 18歳未満: 21.1% - 18-24歳: 8.2% - 25-44歳: 27.3% - 45-64歳: 23.8% - 65歳以上: 19.5% - 年齢の中央値: 41歳 - 性比（女性100人あたり男性の人口） - 総人口: 85.6 - 18歳以上: 83.1 世帯と家族（対世帯数） - 18歳未満の子供がいる: 25.2% - 結婚・同居している夫婦: 40.4% - 未婚・離婚・死別女性が世帯主: 12.9% - 非家族世帯: 43.4% - 単身世帯: 36.3% - 65歳以上の老人1人暮らし: 16.2% - 平均構成人数 - 世帯: 2.15人 - 家族: 2.78人 | 収入と家計 - 収入の中央値 - 世帯: 30,209米ドル - 家族: 37,083米ドル - 性別 - 男性: 27,212米ドル - 女性: 20,708米ドル - 人口1人あたり収入: 16,659米ドル - 貧困線以下 - 対人口: 14.7% - 対家族数: 10.4% - 18歳未満: 22.2% - 65歳以上: 8.2% |

登録有権者数
| 無党派         | 1,732 | 36.02% |
| 民主党         | 1,576 | 32.77% |
| 共和党         | 1,294 | 26.91% |
| グリーン独立党 | 206   | 4.28%  |
| 合計           | 4,808 | 100%   |

## 教育
- オーシャンサイド高校東[19]
- ウォーターシェド学校[20]
- アプレンティスショップ[21]
- コースタル・シニアカレッジ[22]
- ミッドコースト工業学校
- ペノブスコット学校[23]
- ユニバーシティ・カレッジ・ロックランド校[24]

## 見どころ

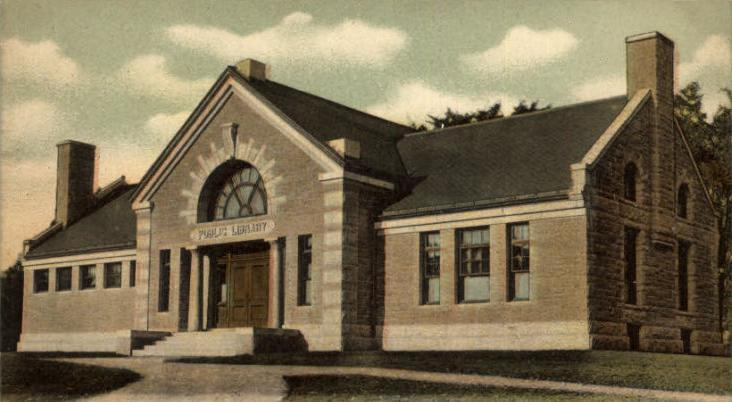
ロックランド公共図書館、1903年から1904年に建てられ、ジョージ・アルバート・クロウ（1843年-1910年）が設計したカーネギー図書館

- ロックランド公共図書館[25]
- ファーンズワース美術館[26]
- リンカーン通り芸術と教育のセンター[27]
- メイン灯台博物館[28]
- メイン・イースタン鉄道[29]
- メイン・ロブスター祭[30]
- 北大西洋ブルース祭[31]
- ロックランド防波堤灯台[32]
- ロックランド歴史協会と博物館[33]
- メイン・ボート・ホーム・ハーバー・ショー[34]
- ユニバーシティ・カレッジ・ロックランド校[35]
- 海岸子供博物館[36]

## 著名な出身者

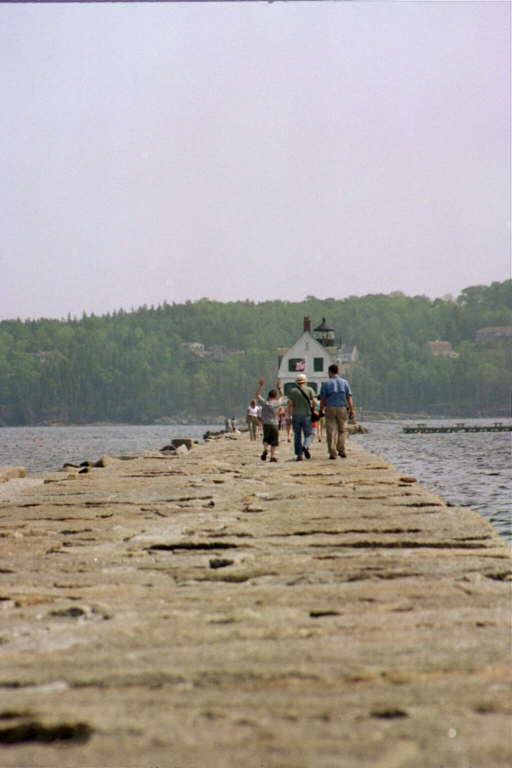
ロックランド防波堤灯台、防波堤の付け根から見る

- アデルバート・エイムズ、南北戦争時の北軍将軍、第27代ミシシッピ州知事、同州選出のアメリカ合衆国上院議員
- エドナ・ミレイ、詩人、ピューリッツァー賞受賞
- ルイーズ・ネヴェルソン、彫刻家、子供の時にロシアから移住してきた
- ウォルター・ピストン、作曲家、ピューリッツァー賞受賞